# Charles Rigault de Genouilly
Charles Rigault de Genouilly (Rochefort, 12 aprile 1807 – Parigi, 4 maggio 1873) è stato un ammiraglio francese.
Condusse spedizioni marittime di colonizzazione in Cina e in Vietnam e fu elevato al rango di Ammiraglio di Francia e insignito della Legion d'onore. Fu uno dei fondatori della Società Centrale di salvataggio dei naufragi (in francese Société centrale de sauvetage des naufragés), per la crescita della quale si prodigò enormemente, e fu anche ministro della Marina sotto il Secondo Impero francese.

## Biografia
Figlio dell'ingegnere marittimo Jean-Charles Rigault e nipote, per parte di madre, dell'ammiraglio Claude Mithon de Senneville de Genouilly, distintosi durante la guerra d'indipendenza americana, Charles Rigault de Genouilly entrò nel 1825 all'École polytechnique; due anni dopo entrò nella Marina e fu imbarcato come aspirante di 1ª classe sulla fregata Fleur de Lys. Partecipò alla guerra d'indipendenza greca, all'invasione di Algeri e, dopo la Rivoluzione di luglio, alla guerra civile portoghese; a seguito dei moti italiani del 1830-1831 fu il primo soldato francese a superare i bastioni e ad entrare nella Cittadella di Ancona il 22 febbraio 1832.
Promosso capitano di fregata nel 1841, Rigault de Genouilly proseguì il suo servizio partecipando ad alcune campagne contro la pirateria nelle acque delle Filippine; nel clima di tensione venutosi a creare tra la Francia e l'Impero dell'Annam, il 15 aprile 1847 fu protagonista della distruzione della flotta vietnamita al largo di Tourane. Il 10 agosto dello stesso anno naufragò su un'isola al largo delle coste Coreane, perdendo due navi; l'intero equipaggio fu salvato dalla popolazione locale e rimpatriato a bordo di due imbarcazioni inglesi. Nel 1851 gli fu dato il comando del Charlemagne, prima imbarcazione mista munita di motore a vapore destinata a fungere da modello per il rinnovamento della flotta francese. Durante l'assedio di Sebastopoli comandò i cannonieri e fucilieri della Marina sbarcati per dare man forte all'artiglieria dell'Armée de terre. La sua condotta nella guerra di Crimea gli fece guadagnare la Legion d'onore e la promozione al grado di contrammiraglio. Nominato nel 1857 comandante della flotta francese che partecipò alla seconda guerra dell'oppio, Rigault de Genouilly comandò personalmente le operazioni di sbarco durante la battaglia di Canton; il 5 gennaio 1858 la città cadde in mano alle forze anglo-francesi.
Sostituito al comando della spedizione in Cina dall'ammiraglio Léonard Charner, fu subito incaricato di recarsi sulle coste del Vietnam, dove il 1º settembre 1858 guidò la conquista di Tourane; la campagna di Cocincina proseguì con la rapida occupazione di Saigon il 17 febbraio dell'anno successivo. L'esiguità delle forze francesi però lo convinse dell'impossibilità di tenere a lungo termine le posizioni occupate; il suo consiglio di invadere la provincia di Saigon e abbandonare Tourane fu alla fine accolto da Napoleone III, che mandò l'ammiraglio François Page a sostituirlo al comando della spedizione. Nel 1860 entrò nel consiglio dell'Ammiragliato e divenne senatore; nel suo nuovo ruolo si attivò per colmare il divario esistente con il Regno Unito nell'ambito del salvataggio in mare e fondare la Società Centrale di salvataggio dei naufragi, della quale mantenne la carica di presidente fino alla morte. Il 20 gennaio 1867 fu nominato ministro della Marina, incarico nel quale si adoperò per favorire l'ammodernamento della flotta e l'introduzione di novità tecniche.
Allo scoppio della guerra franco-prussiana si occupò della difesa di Parigi, affidata principalmente alle truppe della Marina. La caduta del Secondo Impero pose fine alla sua carriera politica: negli ultimi anni della sua vita, Charles Rigault de Genouilly si dedicò allo sviluppo della società di salvataggio da lui fondata. Alla commissione parlamentare allestita nel 1872 per indagare le ragioni della sconfitta espose il ruolo avuto dalla Marina francese nella guerra e rifiutò di partecipare al consiglio di guerra incaricato di giudicare l'operato di François Achille Bazaine.